# 運上弘菜
運上弘菜（日语：／ Unjō Hirona */?，1998年8月9日—）是日本女藝人，為女子偶像團體HKT48 Team H前成員，北海道出身，所屬經紀公司為GMB製作。2016年以HKT48四期生身份出道。2023年10月5日自HKT48畢業。

## 經歷
從小學時期開始就是AKB48（特別是前田敦子）的粉絲。
2014年4月，參加AKB48 Team 8北海道代表徵選，於最終审查落選。
落選AKB48後，她繼續過著普通的高中生活，但看到當時轉到HKT48後活躍的指原莉乃，讓她萌生了「成為貼近日常生活的偶像」這樣的想法。
2016年2月，報名參加HKT48四期生甄選，並於6月參加最終審查後合格。7月12日，在福岡太陽宮舉行的「HKT48夏之Hall Tour2016～HKT要從AKB48集團脫離？國民投票演唱會～」福岡公演上，作為四期生首次披露。
2017年9月24日，在「AKB48集團 分隊猜拳大會2017～從拳頭誕生的羈絆！～」上，與荒卷美咲所組成的分隊fairy w!nk獲勝，並於12月13日發行出道單曲《天使在哪裡？》。11月26日，在「HKT48 6周年特別紀念公演」上，獲宣布升格至Team KIV。
2018年5月2日，在HKT48第11張單曲《快進的日曆》中初次進入選拔。6月16日，於「AKB48第53張單曲世界選拔總選舉」中以17,557的票數獲得第84名。
2020年4月22日，在HKT48第13張單曲《3-2》首度擔任Center（中心成員）。
2021年5月12日，擔任HKT48第14張單曲《想和你一起去某個地方》雙選拔中「瑞穗選拔」的Center。12月17日，發行首本個人寫真書《WHITE.》。
2022年10月16日，於幕張展覽館舉行的11周年紀念演唱會「HKT48 11th anniversary LIVE 2022 ～給未來的信息～」的第一天夜公演中，發表了被稱為「轉班」（クラス替え）的隊伍重組消息，由Team KIV轉移到Team H分隊。
2023年7月5日，於Team H「目撃者」公演中宣布畢業，畢業時間預定於当年秋季。9月23日，於HKT48劇場舉行畢業公演。10月5日，於DiverCity東京舉行畢業演唱會「運上弘菜 畢業演唱會 ～WHITE～」（運上弘菜 卒業コンサート 〜WHITE〜），正式從HKT48畢業。10月19日，開設官方粉絲俱樂部。12月10日，發行畢業紀念寫真書《沒有顏色的花束》（色のない花束）

## 人物
- 擅長高山滑雪，並取得了SAJ滑雪技術檢定1級[26]。
- 中學時加入桌球社，高中時加入軟式網球社[5]。
- 就讀的小學全校只有24名學生，三年級時學校關閉，從四年級開始改搭校車到隔壁鎮上學[27]。

### HKT48相關
- Catch Phrase（自我介紹詞）是「我從北海道來的喔！我是暱稱napp的運上弘菜。」（北海道から来たど! なっぴこと運上弘菜です）在《西日本體育》的報導中，被稱為「博多的白色戀人」[28]。
- 是HKT48第一位北海道出身的成員。

## 參與歌曲
- 標註有「★」符號者表示該首歌曲有拍攝MV。

### 單曲
HKT48
|      | 發行日期       | 單曲名稱               | 參與歌曲名稱         | 名義     | 收錄於 | MV | 備註                       |
| ---- | -------------- | ---------------------- | -------------------- | -------- | ------ | -- | -------------------------- |
| 9th  | 2017年02月15日 | BUG也無妨              | 在白線內側           | 四期生   | Type-A |    |                            |
| 9th  | 2017年02月15日 | BUG也無妨              | 吻真的太遠了         | 鑽石女孩 | Type-B | ★  |                            |
| 9th  | 2017年02月15日 | BUG也無妨              | HKT48家族            |          | 剧场盘 |    |                            |
| 10th | 2017年08月02日 | 接吻真的只能慢慢來嗎？ | 能結出櫻桃嗎？       | 四期生   | 全版本 | ★  |                            |
| 10th | 2017年08月02日 | 接吻真的只能慢慢來嗎？ | 旁邊的他看起來很酷   | 白金女孩 | Type-A | ★  |                            |
| 11th | 2018年05月02日 | 快轉的月曆             | 快轉的月曆           |          | 全版本 | ★  | A面曲 初次進入選拔         |
| 11th | 2018年05月02日 | 快轉的月曆             | 不想當成是季節的錯   |          | 全版本 |    |                            |
| 12th | 2019年04月10日 | 意志                   | 意志                 |          | 全版本 | ★  | A面曲                      |
| 12th | 2019年04月10日 | 意志                   | 从谁开始握手         |          | 全版本 |    |                            |
| 12th | 2019年04月10日 | 意志                   | 无论何时都在身旁     |          | Type-A | ★  |                            |
| 13th | 2020年04月22日 | 3-2                    | 3-2                  |          | 全版本 | ★  | A面曲 初次擔任單曲Center   |
| 13th | 2020年04月22日 | 3-2                    | 青春的出口           |          | 劇場盤 |    |                            |
| 14th | 2021年05月12日 | 想和你一起去某個地方   | 想和你一起去某個地方 | 瑞穗選拔 | 全版本 | ★  | A面曲 Center               |
| 15th | 2022年06月22日 | 沙灘涼鞋為何不見了?    | 沙灘涼鞋為何不見了?  |          | 全版本 | ★  | A面曲                      |
| 16th | 2023年02月8日  | 你能做得更多           | 你能做得更多         |          | 全版本 | ★  | A面曲                      |
| 16th | 2023年02月8日  | 你能做得更多           | 青春馬力全開         | Team H   | Type-A |    | 與最上奈那華共同擔任Center |

AKB48
|      | 發行日期       | 單曲名稱   | 參與歌曲名稱   | 名義                         | 收錄於 | MV | 備註 |
| ---- | -------------- | ---------- | -------------- | ---------------------------- | ------ | -- | ---- |
| 53rd | 2018年09月19日 | 感傷列車   | 浪花的訊息     | 第十屆世界選拔總選舉紀念名額 | Type-D | ★  |      |
| 54th | 2018年11月28日 | NO WAY MAN | 即使如此她依舊 | 大人選拔2018                 | Type-B | ★  |      |
| 56th | 2019年07月19日 | 持續愛你   | Monica，天亮了 | 48Group NEXT12               | Type-C | ★  |      |
| 57th | 2020年03月18日 | 感謝失戀   | 回憶吾友       | 1st Campus                   | Type-B | ★  |      |

fairy w!nk
|     | 發行日期       | 單曲名稱     | 參與歌曲名稱 | 名義 | 收錄於 | MV | 備註                 |
| --- | -------------- | ------------ | ------------ | ---- | ------ | -- | -------------------- |
| 1st | 2017年12月13日 | 天使在哪裡？ | 天使在哪裡？ |      | 全版本 | ★  | A面曲 與荒卷美咲合唱 |

### 專輯
HKT48
|     | 發行日期       | 專輯名稱    | 參與歌曲名稱     | 名義 | 收錄於 | 備註  |
| --- | -------------- | ----------- | ---------------- | ---- | ------ | ----- |
| 1st | 2017年12月27日 | 092         | Fan meeting      | F24  | Type-C |       |
| 2nd | 2022年12月02日 | Outstanding | 突然 Do love me! |      | 全版本 | A面曲 |
| 2nd | 2022年12月02日 | Outstanding | 不盡興的粉雪     |      | Type-B |       |

## 演出

### 電視節目
- OKEHAZAMA是什麼？〜What is OKEHAZAMA〜（2020年10月6日－2022年6月29日，RKB毎日放送）- 常規來賓[29]

### 電影
- 向田理髮店（2022年）：飾演 香蘭[30][31]

### 短片
- THE PRIME MOMENT「IDOLS（アイドルズ）～恋のセンターポジション～」（2021年11月19日公開）- 與坂東希、山口綺羅共演[32][33]

### 電台
- 運上弘菜的私人空間（2023年2月7日－9月27日，NACK5）[34][35]

### 廣告
- 江戶屋（2018年12月－）[36]
- JR北海道「LOVE！めぐり 運上弘菜と列車でお出かけ」（2021年12月16日－2022年2月28日）[37][38]

### 活動
- 福岡軟銀鷹 vs. 北海道日本火腿鬥士 開球儀式（2021年4月29日，PayPay巨蛋）[39]
- シンデレラフェス vol.10（2023年4月5日，國立代代木競技場第一體育館）[40]

## 書籍

### 寫真書
- WHITE.（2021年12月17日，Mercury）[41][42]
- 沒有顏色的花束（色のない花束；2023年12月10日）

### 數碼寫真集
- おかえりなっぴ（2024年9月9日，週刊Playboy）[43][44]

## 外部連結
- 運上弘菜官方網站（日語）
- GMB製作個人介紹頁（日語）
- Hirona U - 運上弘菜官方粉絲俱樂部（日語）
- HKT48個人介紹頁（日語）
- 運上弘菜的X（前Twitter）（日語）
- 運上弘菜的Instagram帳戶（日語）
- 運上弘菜的Threads（日語）
- 運上弘菜 官方755（页面存档备份，存于）（日語）
- 運上 弘菜（HKT48 Team H）的SHOWROOM專頁（页面存档备份，存于）（日語）
- fairy w!nk的X（前Twitter） （日語）